# 2016–2017-es angol labdarúgó-bajnokság (másodosztály)
A 2016–2017-es angol labdarúgó-bajnokság másodosztályát (amit szponzori néven Sky Bet Championshipnek neveznek) 24 csapat részvételével rendeztek meg. A szezon 2015. augusztus 5-étől 2016. május 6-áig tartott.

## Változások az előző idényhez képest
A Championshipből feljutott a Premier League-be
- Burnley
- Middlesbrough
- Hull City

A Championshipből kiesett a League One-ba
- Charlton Athletic
- Milton Keynes Dons
- Bolton Wanderers

A Championshipbe kiesett a Premier League-ből
- Newcastle United
- Norwich City
- Aston Villa

A Championshipbe feljutott a League One-ból
- Wigan Athletic
- Burton Albion
- Barnsley

### Személyek és szponzorok
| Klub                    | Menedzser               | Csapatkapitány   | Mez gyártó    | Szponzor                                                             |
| ----------------------- | ----------------------- | ---------------- | ------------- | -------------------------------------------------------------------- |
| Aston Villa             | Roberto di Matteo       | Tommy Elphick    | Under Armour  | Intuit QuickBooks                                                    |
| Barnsley                | Paul Heckingbottom      | Conor Hourihane  | Puma          | C.K. Beckett                                                         |
| Birmingham City         | Gary Rowett             | Paul Robinson    | Adidas        | 888sport                                                             |
| Blackburn Rovers        | Owen Coyle              |                  | Umbro         | Dafabet                                                              |
| Brentford               | Dean Smith              |                  | Adidas        | Matchbook.com                                                        |
| Brighton & Hove Albion  | Chris Hughton           | Bruno            | Nike          | American Express                                                     |
| Bristol City            | Lee Johnson             | Aaron Wilbraham  | Bristol Sport | Lancer Scott                                                         |
| Burton Albion           | Nigel Clough            | John Mousinho    | TAG           | Tempobet                                                             |
| Cardiff City            | Paul Trollope           | David Marshall   | Adidas        | Visit Malaysia                                                       |
| Derby County            | Nigel Pearson           | Richard Keogh    | Umbro         | JUST EAT                                                             |
| Fulham                  | Slaviša Jokanović       | Scott Parker     | Adidas        | Visit Florida                                                        |
| Huddersfield Town       | David Wagner            | Mark Hudson      | Puma          | PURE Legal (hazai), RadianB (idegenbeli), Cavonia (harmadik)         |
| Ipswich Town            | Mick McCarthy           | Luke Chambers    | Adidas        | Marcus Evans [forrás?]                                               |
| Leeds United            | Garry Monk              | Sol Bamba        | Kappa         | 32red                                                                |
| Newcastle United        | Rafael Benítez          | Jamaal Lascelles | Puma          | Wonga                                                                |
| Norwich City            | Alex Neil               | Russell Martin   | Erreà         | Aviva                                                                |
| Nottingham Forest       | Philippe Montanier      | Chris Cohen      | Adidas        | 888sport                                                             |
| Preston North End       | Simon Grayson           | Tom Clarke       | Nike          | 888sport                                                             |
| Queens Park Rangers     | Jimmy Floyd Hasselbaink | Nedum Onuoha     | Dryworld      | Smarkets                                                             |
| Reading                 | Jaap Stam               | Paul McShane     | Puma          | Carabao                                                              |
| Rotherham United        | Alan Stubbs             | Lee Frecklington | Puma          | Parkgate Shopping (hazai) Balreed (idegenbeli), TGB Sheds (harmadik) |
| Sheffield Wednesday     | Carlos Carvalhal        | Glenn Loovens    | Sondico       | Chansiri                                                             |
| Wigan Athletic          | Gary Caldwell           | Craig Morgan     | Kappa         | Intersport                                                           |
| Wolverhampton Wanderers | Walter Zenga            | Danny Batth      | Puma          | The Money Shop                                                       |

## Tabella
| #   | Csapat                   | M  | GY | D  | V  | G+ – G– | GK  | P  | Megjegyzések   |
| --- | ------------------------ | -- | -- | -- | -- | ------- | --- | -- | -------------- |
| 1.  | Newcastle United (B) (F) | 46 | 29 | 7  | 10 | 85–40   | +45 | 94 | Premier League |
| 2.  | Brighton (F)             | 46 | 28 | 9  | 9  | 74–40   | +34 | 93 | Premier League |
| 3.  | Reading                  | 46 | 26 | 7  | 13 | 68–64   | +4  | 85 | Rájátszás      |
| 4.  | Sheffield Wednesday      | 46 | 24 | 9  | 13 | 60–45   | +15 | 81 | Rájátszás      |
| 5.  | Huddersfield (F) (R)     | 46 | 25 | 6  | 15 | 56–58   | −2  | 81 | Rájátszás      |
| 6.  | Fulham                   | 46 | 22 | 14 | 10 | 85–57   | +28 | 80 | Rájátszás      |
| 7.  | Leeds                    | 46 | 22 | 9  | 15 | 61–47   | +14 | 75 |                |
| 8.  | Norwich City             | 46 | 20 | 10 | 16 | 85–69   | +16 | 70 |                |
| 9.  | Derby County             | 47 | 18 | 13 | 16 | 85–69   | +16 | 67 |                |
| 10. | Brentford                | 46 | 18 | 10 | 18 | 75–65   | +10 | 64 |                |
| 11. | Preston                  | 46 | 16 | 14 | 16 | 64–63   | +1  | 62 |                |
| 12. | Cardiff                  | 46 | 17 | 11 | 18 | 60–61   | −1  | 62 |                |
| 13. | Aston Villa              | 46 | 16 | 14 | 16 | 47–48   | −1  | 62 |                |
| 14. | Barnsley                 | 46 | 15 | 13 | 18 | 64–67   | −3  | 58 |                |
| 15. | Wolverhampton            | 46 | 16 | 10 | 20 | 54–58   | −4  | 58 |                |
| 16. | Ipswich                  | 46 | 13 | 16 | 17 | 48–58   | −10 | 55 |                |
| 17. | Bristol City             | 46 | 15 | 9  | 22 | 60–66   | −6  | 54 |                |
| 18. | QPR                      | 46 | 15 | 8  | 23 | 52–66   | −14 | 53 |                |
| 19. | Birmingham               | 46 | 13 | 14 | 19 | 45–64   | −19 | 53 |                |
| 20. | Burton Albion            | 46 | 13 | 13 | 20 | 49–63   | −14 | 52 |                |
| 21. | Nottingham Forest        | 46 | 14 | 9  | 23 | 62–72   | −10 | 51 |                |
| 22. | Blackburn (K)            | 46 | 12 | 15 | 19 | 53–65   | −12 | 51 | EFL League One |
| 23. | Wigan Athletic (K)       | 46 | 10 | 12 | 24 | 40–57   | −17 | 42 | EFL League One |
| 24. | Rotherham (K)            | 46 | 5  | 8  | 33 | 40–98   | −58 | 23 | EFL League One |

Utolsó frissítés: 2017. október 24. 
Forrás:  
A rangsorolás alapszabályai: 1. összpontszám, 2. egymás elleni eredmények összpontszáma, 3. gólkülönbség, 4. szerzett gólok száma.
(B): Bajnokcsapat, (K): Kieső csapat, (F): Feljutó csapat, (I): Kupainduló, (R): A rájátszás győztese, (KGY): Kupagyőztes

### Rájátszás
|  | Elődöntő | Elődöntő            | Elődöntő | Elődöntő          | Elődöntő |   |   | Döntő   | Döntő | Döntő |  |
|  |          |                     |          |                   |          |   |   |         |       |       |  |
|  | 3        | Reading             | 1        | 1                 | 2        |   |   |         |       |       |  |
|  | 3        | Reading             | 1        | 1                 | 2        |   |   |         |       |       |  |
|  | 6        | Fulham              | 1        | 0                 | 1        |   |   |         |       |       |  |
|  | 6        | Fulham              | 1        | 0                 | 1        |   | 6 | Reading | 0 (3) |       |  |
|  |          |                     |          |                   |          |   | 6 | Reading | 0 (3) |       |  |
|  |          |                     | 4        | Huddersfield Town | 0 (4)    |   |   |         |       |       |  |
|  | 4        | Sheffield Wednesday | 4        | Huddersfield Town | 0 (4)    | 0 | 1 | 1 (3)   |       |       |  |
|  | 4        | Sheffield Wednesday |          |                   |          |   |   | 1 (3)   |       |       |  |
|  | 5        | Huddersfield Town   | 0        | 1                 | 1 (4)    |   |   |         |       |       |  |

### Góllövőlista
2017. május 8-i állapotnak megfelelően.
| Helyezés | Játékos           | Klub                   | Gólok |
| -------- | ----------------- | ---------------------- | ----- |
| 1        | Chris Wood        | Leeds United           | 27    |
| 2        | Glenn Murray      | Brighton & Hove Albion | 23    |
| 2        | Tammy Abraham     | Bristol City           | 23    |
| 2        | Dwight Gayle      | Newcastle United       | 23    |
| 5        | Jonathan Kodjia   | Aston Villa            | 19    |
| 6        | Yann Kermorgant   | Reading                | 18    |
| 7        | Cameron Jerome    | Norwich City           | 16    |
| 8        | Anthony Knockaert | Brighton & Hove Albion | 15    |
| 8        | Lasse Vibe        | Brentford              | 15    |
| 8        | Scott Hogan       | Aston Villa            | 15    |